# Еволюція плаценти

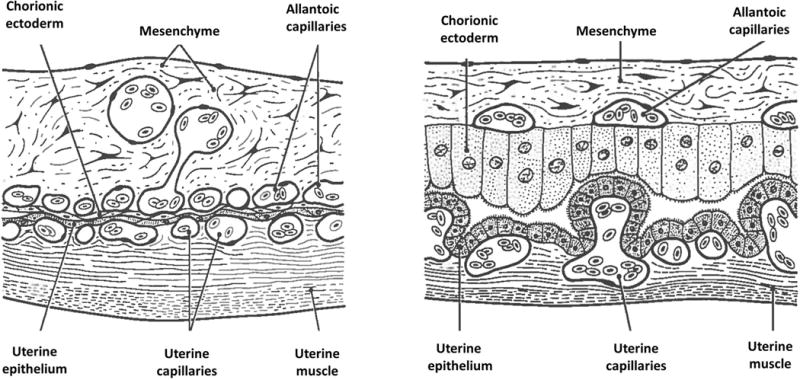
A, Схематичне зображення тісного прилягання материнських капілярів до капілярів алантоїсу плоду австралійських ящірок роду Сцинкові. B,Схематичне зображення зрізу незрілої хоріоалантосної плаценти плазунів роду Сцинкові.

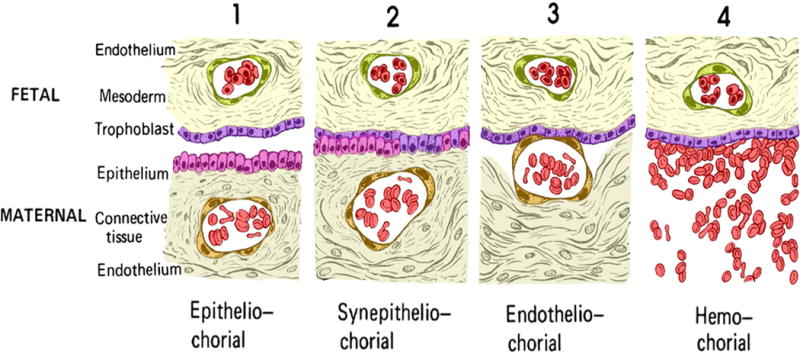
Класифікація плаценти відповідно до кількості та видів шарів клітин, що відділяють кровотік матері та зародку.

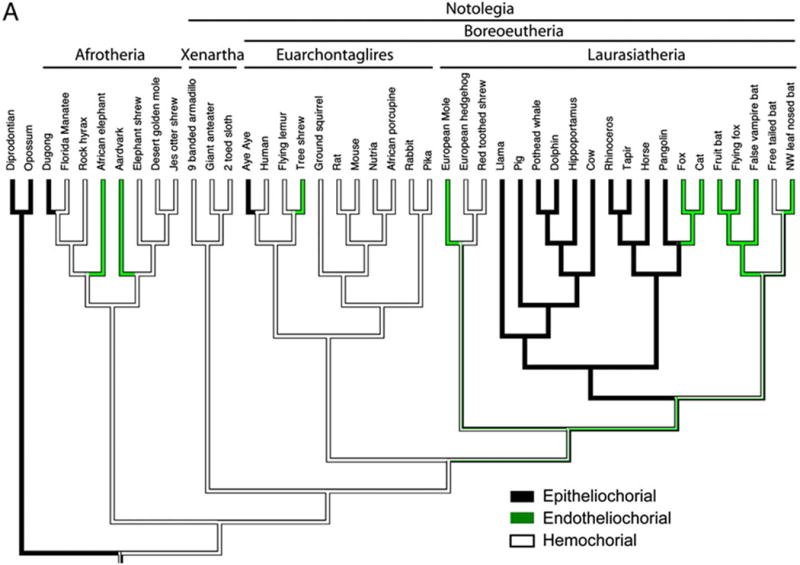
Еволюція зовнішнього вигляду плаценти з точки зору ступеня інвазивності тканин плаценти у тканини матері,а саме епітелоіхоріальний тип плаценти є найменш інвазивним, тоді як гемохоріальний тип - найбільш.

Еволюція плаценти — процес утворення та диференціації плаценти упродовж еволюційного розвитку живих організмів. Утворення плаценти в ході еволюції спричинило виникнення явища плацентарного живонародження у плацентарних ссавців, завдяки якому розвиток ембріонів відбувається у межах репродуктивного тракту та є альтернативою відкладанню яєць чи нересту. Плацента як спеціалізований орган, що забезпечує зародок поживними речовинами, киснем, виведенням продуктів обміну та імунним захистом, під час ембріонального розвитку формується з трофоектодерми зародка на 8-16 клітинній стадії розвитку ембріону.

## Хребетні тварини

### Хрящові риби
Живонародження є найбільш звичним шляхом репродукції пластинозябрових, але існують різні способи забезпечення ембріону поживними речовинами після овуляції. Наприклад, тигрова акула вирішує постачання нутрієнтів шляхом розвитку домінуючого ембріону, що вживає у їжу будь-які незапліднені яйцеклітини до народження. Такий спосіб живлення обумовлений втратою плаценти приблизно 94 млн років тому. У результаті сиквенсу транскриптому тигрової акули та восьми інших видів акул, у тигрової акули було виявлено 5 (NARS2, YWHAE, ARL6IP5, VAMP4 , TCTEX1D2) специфічних генів, що сприяють розвитку головного мозку (YWHAE, ARL6IP5) та репродукції (VAMP4 TCTEX1D2). Припускають, що втрата плаценти у тигрових акул асоційована з послідовними адаптивними змінами у розвитку мозку та сперматогенезі.
У пластинозябрових спостерігається два типи плаценти. Серед скатів гістотрофічне харчування ембріону, що розвивається, забезпечується пальцеподібними відростками стінки матки, що називаються трофонеми, а епітелій, що лежить над матковими судинами стає тонким, зменшуючи бар'єр для обміну.
Інший тип плаценти представлений у сірих акул порядку Кархариноподібні. Спершу ембріон харчується речовинами з жовткового мішка, після чого мішок диференціюється в область пуповини і плацентарну область, яка наближається до епітелію сильно васкуляризованого яйцепроводу.

### Амфібії
У жаб є приклади, коли пуголовки розвиваються в роті батька, у шлунку матері або на шкірі спини. У сумчастих жаб розвиток відбувається всередині спеціалізованої материнської сумки на спині тварини. Після овуляції збільшуються секреторні клітини васкуляризованого мішка. Епітелій мішка тісно приєднується до спеціалізованих зябер плоду, що забезпечує постачання поживних речовин від матері. 

### Рептилії
Живонародження зустрічається у більш ніж 25 родинах ящірок і змій. У Лускатих плацента хоріоаллантоїчна, але на відміну від ссавців, не розвивається від ранніх, екстраембріональних шарів трофобласту, унікального для плацентарних ссавців.

### Сумчасті
Плацента у сумчастих не є довготривалим органом, тому організми народжуються недорозвиненими. У бластоцисті сумчастих бластомери адгезуються з внутрішньою поверхнею зони пелюсіца, у результаті чого утворюється чашоподібний бластоцист без помітної внутрішньоклітинної маси. З цього утворюються як ембріональні так і екстраембріональні структури, причому трофобласт утворюється з протилежного полюсу бластоцисти та представлений лише одним шаром клітин. Крім того, синцитилізація трофобластів, де сусідні клітини зливаються з утворенням клітин з більш ніж одним ядром, супроводжується експресією ендогенного, отриманого ретровірусу білка, аналогічного тому, що відбувається у багатьох вищих звірів. Найкраще фізіологія плаценти сумчастих вивчена на кенгуру тамар. 

## Морфологія плаценти ссавців
Морфологія плаценти різних тварин дозволяє відтворити еволюційні етапи розвитку органу. Морфологію плаценти ссавців характеризують за:
- взаємодією плоду та материнського організму (змішана, ламелярна, війчаста, лабіринтна);
- типом (епітеліохоріальна, ендотеліальна та гемохоріальна);
- формою (дифузна, котиледонарна, зональна, дискоїдальна);
- типом взаємодії кровоносних систем
- За співвідношенням ваги зародку та плаценти.

Епітеліохоріальний тип плаценти характеризується відсутністю контакту клітин трофобласту з ендотелієм матки, тоді як ендотеліохоріальний – клітини трофобласту сягають ендометрію, але не взаємодіють з капілярами. Гемохоріальний тип плаценти передбачає прямий контакт клітин трофобласту з кров'ю матері. 
Гемохоріальна плацентація є найбільш інвазивною та забезпечує безпосередній контакт між кров’ю матері та плоду.
Відрізняють також, синепітеліохоріальний тип плаценти, характерний для жуйних тварин. Тут спеціалізовані двоядерні клітини трофобласту зливаються з епітеліальними клітинами матки з утворенням триядерних клітин, які ще називають котиледони. Такий вид плаценти є, похідною формою дифузного епітеліохоріонального типу, характерного для більшості інших парнокопитних.

## Генетичні основи еволюції плаценти
Еволюцію плаценти розглядають як приклад конвергентної еволюції як на макро- так і на молекулярному рівні. Філогенетична реконструкція демонструє, що плацента предків плацентарних ссавців була гемохоріального типу, дискоїдної форми та характеризувалась лабіринтністю. Перехід від лабіринтної до інших форм контактів між оболонками зародку та матері виникав протягом еволюції у багатьох груп організмів (включно з приматами). 
Ці твердження кидає виклик центральній теорії еволюції плаценти, відповідно до якої гемохоріальна плацентація розвинулась від неінвазивного епітеліохоріального типу плацентації. У результаті філогенетичного аналізу виявлено, що неінвазивний ендотеліохоріальний тип плаценти є більш новим типом морфології та виникав декілька разів незалежно від еволюції ссавців. Причини та механізми повторного виникнення ендотеліохоріальної плаценти потребують досліджень.

Проводять дослідження щодо асоціації різноманітності плаценти у вищих тварин з темпом життя, а саме тривалістю життя, кількістю нащадків на рік та швидкістю настання репродуктивного віку. Так, перехід від лабіринтного до війчастого типу плаценти асоціюють продукцію меншої кількості потомства на рік та збільшенням репродуктивного віку [5,7].Тривають дослідження щодо розвитку плацентації ссавців на окремих материках, зокрема Південній Америці

### Дуплікація та конверсія плацентоспецифічних генів
Виділяють транскрипційні фактори, та родин генів, що забезпечують розвиток та функціонування плаценти, однак не є виключно специфічними для даного органу, так як підвищення продуктів експресії цих генів спостерігається як у статевих клітинах так і у ракових [8,9]. До функціонально специфічних плацентарних генів відносять гени гормону росту та пролактину, а також родини PSGs (pregnancy-specific glycoproteins), IFNT (nterferon tau), PAGs (Pregnancy associated glycoproteins). Наприклад, у більшості видів ген гормону росту представлений у одній копії, тоді як у людини представлено 5 копій (1 з них експресується у гіпофізі, а 4 інші у плаценті). У людини гени пролактину представлений 1 копією, тоді як у мишей - 23, у щурів 24.) 

.

### Вплив ендогенних генів ретровірусів на геном клітин-хазяїна
У клітинах трофобласту, що є попередниками плаценти експресуються гени, що походять від різноманітних ендогенних ретровірусів (ERVs - endogenous retroviruses), а також LTR ретротранспозонів. Так як ендогенізація ретровірусними інфекціями виникала безліч разів у різних групах ссавців, а також ссавці використовують ті ж молекули для активації транскрипції, існує теорія, що гени ретровірусів інтегрувались у геном ссавців у специфічні локуси (наприклад локуси генів регуляції злиття клітин, а також інтерферонстимулюючих генів). Гіпотеза “baton pass” припускає, що саме успішні множинні інтеграції ретротранспозонів у геном призвели до різноманітності плацентарних структур. 

## Еволюція плацентоспецифічних енхансерних та промоторних елементів

### Імпринтинг
Геномний імпринтинг – це епігенетичний механізм, завдяки якому експресія генів залежить від материнського чи батьківського походження. Іншими словами, деякі гени експресуються тільки з алелю, отриманого від материнського організму, а деякі з алелю від батьківського, тобто імпринтовані гени є функціонально гаплоїдними. Більшість ссавців експресують аутосомальні гени від обох батьківських хромосом, однак можливі випадки імпринтованої моноалельної експресії, що досягається завдяки впливу метилюванню, модифікації гістонів, сайленсингу некодуючих РНК на алель одного з батьків [9]. 
Вважається, що імпринтинг є передумовою ускладнення плацентації у ході еволюції. Так, у сумчастих виявлено лише декілька імпринтованих генів, тоді як у яйцекладних - таке явище відсутнє .
Придбання імпринтингу відбулось після дивергенції яйцекладних від сумчастих та плацентарних. Виділяють так званий комплекс трьох (“ménage à trois”), що еволюційно та функціонально пов’язує утворення плаценти, геномний імпринтинг та міРНК. Проводяться суперечки щодо впливу імпринтованих кластерів міРНК на фенотипову різноманітність плаценти .
У ссавців, імпринтовані гени міРНК утворюються з трьох різних хромосомних доменів: C19MC, C14MC та C2MC (відомий як Sfmbt2 miRNA кластер). C19MC та C2MC експресуються від батьківського алелю, тоді як експресія C14MC, що вбудований у імпринтований Dlk1-Dio3 домен - материнського алелю. 
Відомо, що гени домену C19MC експресуються у недиференційованих клітинах ембріону, надекспресія генів цього кластеру призводить до розвитку раку мозку у новонароджених. C19MC контролюють міграцію та інвазію трофобластів людини, комунікацію між клітинами зародку. C19MC може діяти як каталізатор процесингу мРНК так і як блокатор. 
У неплацентарних клітинах C19MC бере участь у антивірусній відповіді, забезпечуюючи аутофагію.    
Кластер C14MC також високоспецифічний у мозку. C14MC знайдений тільки у плацентарних, тоді як C19MC та C2MC у приматів та гризунів відповідно..

### Теорія конфлікту матері і плоду
Одним з пояснень ролі імпринтингу у еволюції плаценти є теорія “конфлікту матері та плоду” через розподіл нутрієнтів під час вагітності. Теорія пропонує, що розвиток імпринтингу відбувся у результаті умовної боротьби між материнським організмом та нащадком за поживні речовини. Батьківські гени, що експресуються у зародку є егоїстичними і еволюційно відбираються добором з метою порушення балансу розподілу поживних речовин, тоді як материнські гени забезпечують харчову рівновагу (з потенційно різними батьками) ,. 
До відкритих питань щодо ролі імпринтингу у виникненні плаценти відносять:
- Чому саме цей епігенетичний механізм є важливим у людини, тоді як у інших тварин - ні?;
- Чи зміни експресії імпринтованих генів призводять до ускладнення вагітності чи репрезентують адаптивні компенсаторні механізми  [Архівовано 14 квітня 2019 у Wayback Machine.]. [8]